# Ácido asparagúsico
Ácido asparagúsico, S2(CH2)2CHCO2H é um ácido carboxílico organossulfurado presente no aspargo e pode ser o precursor metabólico de outros tiois de cheiro desagradável. Estudos biossintéticos revelaram que o ácido asparagúsico é derivado do ácido isobutírico.
O ditiol correspondente (ponto de fusão, 59.5-60.5 °C) também é conhecido; e é chamado de ácido diidroasparagúsico ou ácido dimercaptoisobutírico.

## Identificação
A partir de 40 kg de "concetrado de aroma de aspargo", Jansen obteve 32 g de um composto que ele identificou como ácido 3,3’-dimercaptoisobutírico.